# Gronibard
Gronibard je francouzská goregrindová hudební skupina z Lille založená roku 1998.
Stejnojmenné debutové studiové album vyšlo roku 2001. Druhé album vyšlo v roce 2008 a nese název We Are French Fukk You. K roku 2023 má kapela na kontě celkem tři regulérní alba, několik EP, živáků, splitek a dalších nahrávek.

## Diskografie
Dema
- Prendez-Moi ! (1998)

Studiová alba
- Gronibard (2001)
- We Are French Fukk You (2008)
- Regarde les hommes sucer (2022)[1]

EP
- Satanic Tuning Club (2004)
- Vroum! (2012)
- The 62 Tape (2020)
- Unreleased Stuff - Vol. 1 (2020)

Živé nahrávky
- A Tribute to Lolo Ferrari (1999)
- Live at "Le Splendid" 2003 (2003)

Kompilační alba
- Satanic Tuning Club Turbo! (2012)

Split nahrávky
několik split nahrávek